# Таблица умножения
Табли́ца умноже́ния, она же табли́ца Пифаго́ра — таблица, где строки и столбцы озаглавлены множителями, а в ячейках таблицы находится их произведение. Используется для обучения школьников умножению.

## История

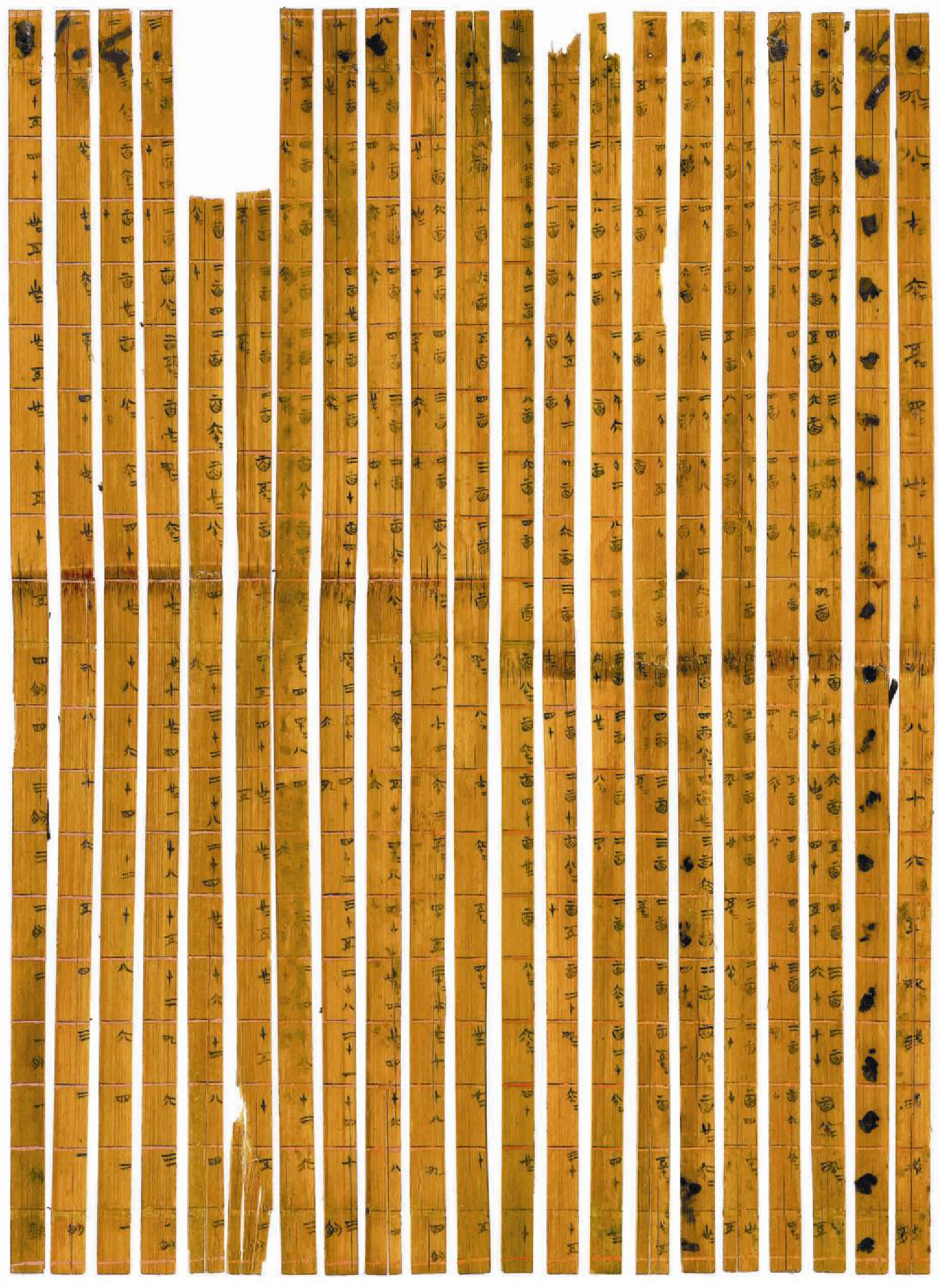
Таблица умножения периода Сражающихся царств, (Китай, 305 год до н. э.)

Старейшая известная таблица умножения обнаружена в Древнем Вавилоне и имеет возраст примерно 4000 лет. Она основана на шестидесятеричной системе счисления. Старейшая десятеричная таблица умножения найдена в Древнем Китае и датируется 305 годом до н. э. Это так называемые бамбуковые дощечки Сражающихся царств, приобретённые в июле 2008 года на сянганском рынке культурных реликвий и хранящиеся в университете Цинхуа; всего — 2388 дощечек, самая длинная из которых — 46 см, а самая короткая — 10 см.
Иногда изобретение таблицы умножения приписывают Пифагору, в честь которого она названа в различных языках, включая испанский, итальянский, русский и французский.
В 493 году Викторий Аквитанский создал таблицу из 98 столбцов, которая представляла в римских числах результат перемножения чисел от 2 до 50.
В России первая таблица умножения была издана в 1682 году в первой печатной математической книге на русском языке, называвшейся «Считание удобное, которым всякий человек, купующий или продающий, зело удобно изыскати может число всякие вещи…» и содержавшей таблицу умножения пар чисел от {\displaystyle 1\cdot 1} до {\displaystyle 100\cdot 100}, записанных славянскими цифрами. По экземпляру этой книги хранится, например, в РГБ и в Научной библиотеке МГУ.
Джон Лесли в книге The Philosophy of Arithmetic (1820) опубликовал таблицу умножения чисел до 99, позволявшую перемножать цифры парами. Он же рекомендовал ученикам заучивать таблицу умножения до 25.

## Изучение
В своё время введение заучиваемой наизусть таблицы умножения революционизировало устный и письменный счёт. До этого использовались разные хитрые способы вычисления произведений однозначных чисел, которые сильно замедляли весь процесс и служили источником дополнительных ошибок.
В российских школах значения традиционно доходят до {\displaystyle 10\cdot 10}. В Великобритании до {\displaystyle 12\cdot 12}, что связано в том числе с единицами английской системой мер длины (1 фут = 12 дюймов) и денежного обращения (существовавшей до 1971 г.: 1 фунт стерлингов = 20 шиллингам, 1 шиллинг = 12 пенсам).
В Советском Союзе таблицу умножения обычно «задавали на лето» после 1-го класса, а закрепляли на занятиях во 2-м классе (в возрасте 8 лет). В российских школах чаще всего проходят во 2-м классе. По стандартам английского школьного образования таблица умножения должна быть выучена к возрасту 11 лет (планируется ужесточение требования до 9 лет).

## Обычное представление
| · | 2  | 3  | 4  | 5  | 6  | 7  | 8  | 9  |
| - | -- | -- | -- | -- | -- | -- | -- | -- |
| 2 | 4  | 6  | 8  | 10 | 12 | 14 | 16 | 18 |
| 3 | 6  | 9  | 12 | 15 | 18 | 21 | 24 | 27 |
| 4 | 8  | 12 | 16 | 20 | 24 | 28 | 32 | 36 |
| 5 | 10 | 15 | 20 | 25 | 30 | 35 | 40 | 45 |
| 6 | 12 | 18 | 24 | 30 | 36 | 42 | 48 | 54 |
| 7 | 14 | 21 | 28 | 35 | 42 | 49 | 56 | 63 |
| 8 | 16 | 24 | 32 | 40 | 48 | 56 | 64 | 72 |
| 9 | 18 | 27 | 36 | 45 | 54 | 63 | 72 | 81 |

## Как найти результат по таблице умножения
Чтобы узнать результат произведения {\displaystyle 4\cdot 8} по таблице умножения, нужно найти четвёрку в левом столбце и восьмёрку в верхней строке, провести от 4 горизонтальную линию и от 8 вертикальную. Клетка, на которой линии встречаются, является произведением (в данном случае 32).
| · | 2  | 3  | 4  | 5  | 6  | 7  | 8  | 9  |
| - | -- | -- | -- | -- | -- | -- | -- | -- |
| 2 | 4  | 6  | 8  | 10 | 12 | 14 | 16 | 18 |
| 3 | 6  | 9  | 12 | 15 | 18 | 21 | 24 | 27 |
| 4 | 8  | 12 | 16 | 20 | 24 | 28 | 32 | 36 |
| 5 | 10 | 15 | 20 | 25 | 30 | 35 | 40 | 45 |
| 6 | 12 | 18 | 24 | 30 | 36 | 42 | 48 | 54 |
| 7 | 14 | 21 | 28 | 35 | 42 | 49 | 56 | 63 |
| 8 | 16 | 24 | 32 | 40 | 48 | 56 | 64 | 72 |
| 9 | 18 | 27 | 36 | 45 | 54 | 63 | 72 | 81 |

## Применение
Помимо широко известного применения классической таблицы умножения для выработки практических навыков умножения натуральных чисел, её можно использовать в некоторых математических доказательствах, например при выводе формулы суммы кубов натуральных чисел или получении подобного выражения для суммы квадратов.

## Обобщения
Наряду с таблицей умножения, в некоторых случаях бывают удобны таблицы сложения.

## Таблица Кэли
Таблица Кэли — в общей алгебре, таблица, которая описывает структуру конечных алгебраических систем с одной бинарной операцией. Названа в честь английского математика Артура Кэли. Имеет важное значение в дискретной математике, в частности, в теории групп, в которой в качестве операций рассматриваются умножение и сложение. Таблица позволяет определить, является ли группа абелевой, найти центр группы и обратные элементы по отношению к другим элементам в этой группе.
В высшей алгебре таблицы Кэли могут также использоваться для определения бинарных операций в полях, кольцах и других алгебраических структурах. Также они удобны при проведении действий в данных структурах.

### Модулярная арифметика
Все остатки от деления на натуральное число образуют кольцо, а от деления на простое число — поле. Это иллюстрируется таблицами умножения:
Таблица умножения в кольце вычетов по модулю 8
| · | 0 | 1 | 2 | 3 | 4 | 5 | 6 | 7 |
| - | - | - | - | - | - | - | - | - |
| 0 | 0 | 0 | 0 | 0 | 0 | 0 | 0 | 0 |
| 1 | 0 | 1 | 2 | 3 | 4 | 5 | 6 | 7 |
| 2 | 0 | 2 | 4 | 6 | 0 | 2 | 4 | 6 |
| 3 | 0 | 3 | 6 | 1 | 4 | 7 | 2 | 5 |
| 4 | 0 | 4 | 0 | 4 | 0 | 4 | 0 | 4 |
| 5 | 0 | 5 | 2 | 7 | 4 | 1 | 6 | 3 |
| 6 | 0 | 6 | 4 | 2 | 0 | 6 | 4 | 2 |
| 7 | 0 | 7 | 6 | 5 | 4 | 3 | 2 | 1 |

Таблица умножения в поле вычетов по модулю 5
| · | 0 | 1 | 2 | 3 | 4 |
| - | - | - | - | - | - |
| 0 | 0 | 0 | 0 | 0 | 0 |
| 1 | 0 | 1 | 2 | 3 | 4 |
| 2 | 0 | 2 | 4 | 1 | 3 |
| 3 | 0 | 3 | 1 | 4 | 2 |
| 4 | 0 | 4 | 3 | 2 | 1 |